# District Dzjejrachski
Het district Dzjejrachski (Russisch: Джейра́хский райо́н) is een district in het uiterste zuiden van de Russische autonome deelrepubliek Ingoesjetië. Het heeft een oppervlakte van 628,14 vierkante kilometer en een inwonertal van 2.638 in 2010. Het administratieve centrum bevindt zich in Dzjejrach.
Bestuurlijk centrum: Magas

Steden: Karaboelak · Malgobek · Nazran

Districten: Dzjejrachski · Malgobekski · Nazranovski · Soenzjenski